# The Elder Scrolls III: Bloodmoon
The Elder Scrolls III: Bloodmoon (укр. Древні сувої 3: Кривавий місяць) — друге офіційне доповнення до The Elder Scrolls III: Morrowind, оновлює гру до версії 1.6.
На відміну від першого розширення — Tribunal, яке додало на мапу світу нове місто, що складається з окремих осередків, Bloodmoon додає новий великий острів на оригінальній мапі світу — холодні Північні території названі Солстгейм (Solstheim).
Це розширення додає нових ворогів, а також можливість стати перевертнем, схоже — включення вампірів — бачили в Morrowind. Bloodmoon також використовує більш деталізовану графіку тим самим підвищуючи вимоги до комп'ютерної техніки, попри це деякі елементи оригінальної версії набагато більш наочні ніж нововведення Bloodmoon.
Як і в Morrowind і в Tribunal, Bloodmoon має безліч побічних квестів і місій далеко від головного квесту, наявна велика кількість печер для вивчення, що робить гру ще більш захопливою.

## Сюжет
На острові Солстгейм Імперія заснувала шахтарську колонію. Гравцеві пропонується вступити до Східної Імперської Компанії та допомогти розвитку поселення на Воронячій Скелі. Капітан форту Сніжного Метелика просить героя про декілька послуг, але одного разу, повернувшись із завдання, герой бачить що форт серйозно постраждав від нападу перевертнів, а капітан зник. Офіцер форту направляє героя до селища скаалів — місцевих нордів. Вони обіцяють допомогти герою, якщо він відновить рівновагу, що порушили імперці на Солстгеймі.
Виконавши доручення шамана скаалів, герой повертається до нього, і тут розпочинаються події передбачені пророцтвом Кривавого Місяця. Увесь острів починає страждати від нападів аґресивних перевертнів, а гравець заражається ликантропією — хворобою, яка перетворює звичайну людину на перевертня. Тепер герой повинен або стати перевертнем, поклонятися Гірцину, брати участь у його Полюванні, або ж, навпаки, вилікуватися і протистояти принцу Даедру.

## Особливості
- Додано новий великий острів, на котрому можна знайти багато нових локацій, ландшафтів, рослин і атмосферних явищ. На острові також є нові інґредієнти та артефакти.
- Можливість починати додаткові завдання ще до закінчення основного квесту.
- Хвороба ликантропія, що дозволяє перетворитися на перевертня.
- Можливість проходити основний квест як за скаалів, так і за перевертнів, однак це не впливає на розвиток сюжету.